# Deutsche Gesellschaft für ärztliche Entspannungsmethoden, Hypnose, Autogenes Training und Therapie
Die Deutsche Gesellschaft für ärztliche Entspannungsmethoden, Hypnose, autogenes Training und Therapie (DGäEHAT) ist eine wissenschaftliche Fachgesellschaft, die sich der Erforschung und Vermittlung von Kenntnissen der allgemeinen ärztlichen Psychotherapie in Klinik und Praxis widmet. Hierbei geben die Mitglieder der Fachgesellschaft Wissen um Techniken des autogenen Trainings, Kenntnisse zur Methodik der Hypnose sowie Informationen zur psychosomatischen Medizin an interessierte Ärzte weiter. Die DGäEHAT ist Mitgliedsgesellschaft der Arbeitsgemeinschaft der Wissenschaftlichen Medizinischen Fachgesellschaften und gehört der International Society of Hypnosis an.

## Geschichte
Die Deutsche Gesellschaft für ärztliche Entspannungsmethoden, Hypnose, autogenes Training und Therapie (DGäEHAT) wurde im Jahr 1955 von Johannes Heinrich Schultz gegründet. Die Fachgesellschaft hat die Rechtsform eines eingetragenen Vereins und widmet sich der Förderung von Wissenschaft und der Therapiemethoden der Hypnose, des von Schultz entwickelten Autogenen Trainings und anderer Entspannungsverfahren. Im Jahr 1978 wurde die Fachgesellschaft Mitglied der Arbeitsgemeinschaft der Wissenschaftlichen Medizinischen Fachgesellschaften (AWMF).  

### Aktivitäten
Im Rahmen ihrer Mitgliedschaft in der AWMF war die DGäEHAT an der Erstellung und Publikation der Leitlinie Zahnbehandlungsangst beim Erwachsenen beteiligt, die im Jahr 2019 erschien. Offizielles Organ der Fachgesellschaft ist die Hypnose – Zeitschrift für Hypnose und Hypnotherapie (Hypnose-ZHH), die einmal jährlich erscheint. Die Gesellschaft organisiert jährlich einen Fachkongress. Gemeinsam mit der psychiatrischen Fachklinik St. Alexius-/St. Josef-Krankenhaus in Neuss richtet die DGäEHAT zudem seit 2018 die Neusser Hypnosetage aus, eine interdisziplinäre Fachtagung, die sich insbesondere der klinischen Praxis widmet.
Die Gesellschaft entwickelt zu Themen ihres Fachgebiets medizinische Leitlinien, die im Rahmen des AWMF-Leitlinienprogramms veröffentlicht werden.